# Neoclytus tapajonus
Neoclytus tapajonus là một loài bọ cánh cứng trong họ Cerambycidae.